# ニンジャ事件
ニンジャ事件（ニンジャじけん、英語: Ninja case）あるいは忍者連続殺人事件（にんじゃれんぞくさつじんじけん）は、1998年にインドネシア・東ジャワ州バニュワンギ周辺で発生した事件である。
スハルト政権崩壊直後の混乱期に発生した事件であり、「忍者」と総称される暗殺者が、現地のイスラム教指導者・黒魔術師を相次いで殺害したとの噂が広まる中で、多くの民間人が忍者と誤認され殺害された。

## 背景

### ジャワにおける魔術・魔術師

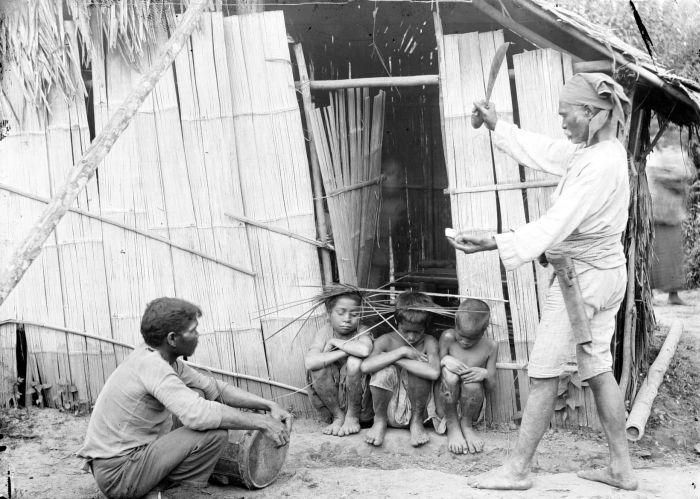
悪霊を祓うドゥクン（ブル島）

インドネシアにおいてはエリート層まで含め、国内の広範な地域で魔術が信じられている。2012年のアンケートによれば、国内のイスラム教徒の69%が、魔術の実在を信じていた。そのなかでも同事件が発生した地域である、東ジャワ州バニュワンギ周辺は、ジャワ島西部のバンテンおよびロンボク島とならび、黒魔術の中心地として理解されている。
魔術は黒魔術（インドネシア語：ilmu hitam）と白魔術（インドネシア語：ilmu putih）に分類され、バニュワンギにおいては、両者は同種の力であるものの、目的により分類されると考えられている。白魔術の使い手と理解されているのは、ドゥクンとキヤイである。ドゥクンは魔術を生業とする者である。キヤイはイスラム教の指導者であるが、ドゥクン同様に、魔術を用いた人助けをおこなう。一方で、他者に不幸をもたらす黒魔術師（インドネシア語：dukun santet）は、恐れや怒りの対象となっている。
通常、黒魔術が用いられたことを示す証拠は存在せず、法的な制裁も不可能である。とはいえ、被害者の証言や、ドゥクン（あるいはキヤイ）の判断を通し、魔術師を特定することができる。このとき、すでに魔術師であると疑われている者が魔術師と告発されることが多い。

### スハルト政権の崩壊と社会の混乱

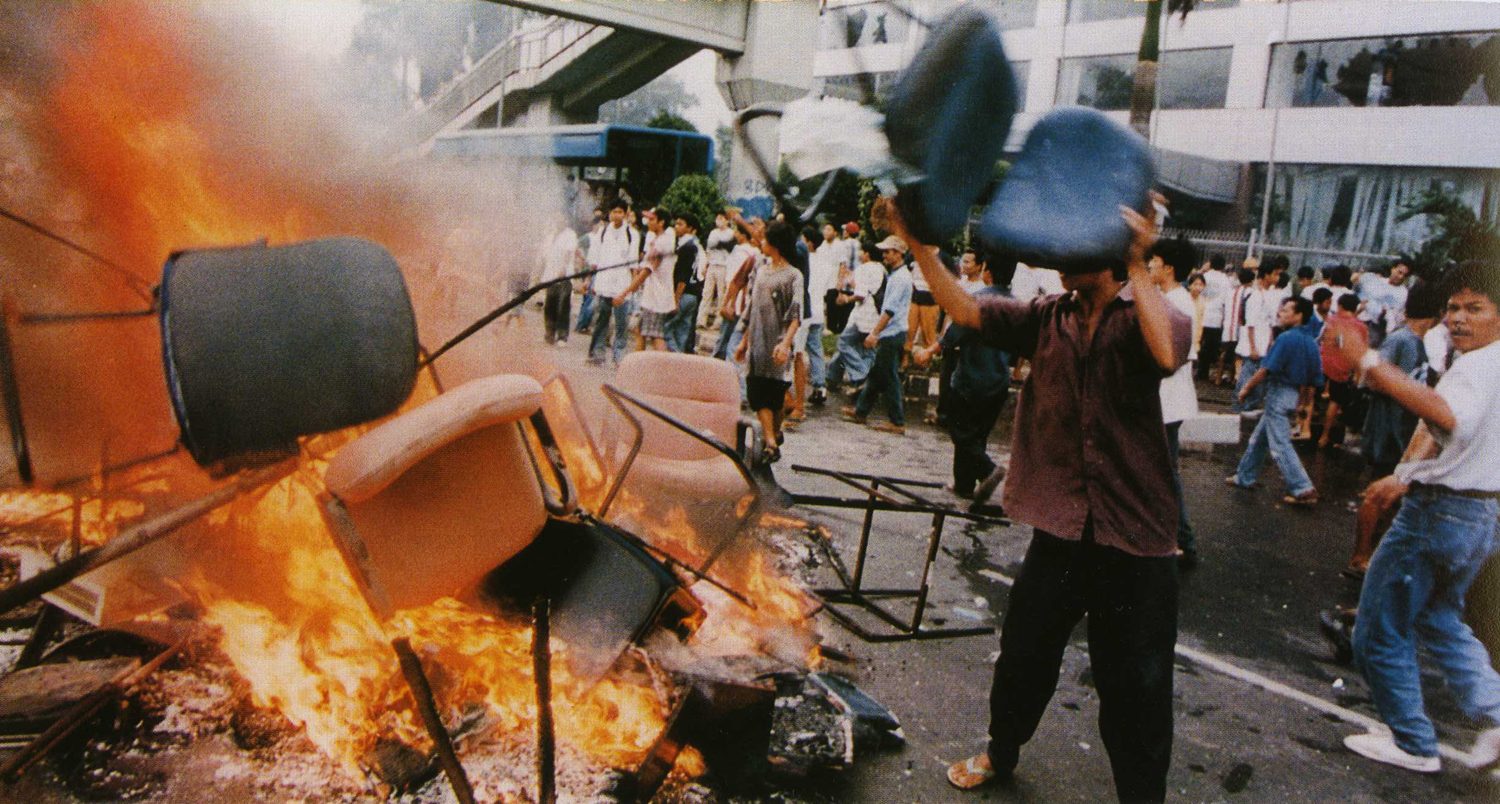
ジャカルタ暴動（1998年5月14日）

ニンジャ事件がおきた1998年は、32年にわたりインドネシアを統治してきたスハルト政権が崩壊した年でもあった。前年のアジア通貨危機を契機として高まった改革要求運動はジャカルタ暴動へと発展し、5月21日には大統領は退任を余儀なくされた。これにともない、当時副大統領であったユスフ・ハビビが新しく大統領に就任した。
ハビビ政権下においても依然として混乱は続き、各地で暴動・略奪事件、あるいは宗教・民族対立を背景とする衝突が発生していた。暴動の参加者が訴追されることはほとんどなく、レフォルマシ（民主化運動）下のこうした国家の混乱は、黒魔術師を村落から排除するうえで都合の良い機会と理解された。実際、バニュワンギにおいては、黒魔術師を追放（場合によっては殺害）するための集いが、しばしば「デモ」と呼称された。このような背景のもと、1998年にはバニュワンギにおいて黒魔術師を対象とする殺人事件が複数発生した。黒魔術師殺害事件は2月から8月のあいだに5件、8月には47件、9月には80件発生した。こうした状況は、少なくとも10月初旬まで続いた。

### 忍者の脅威

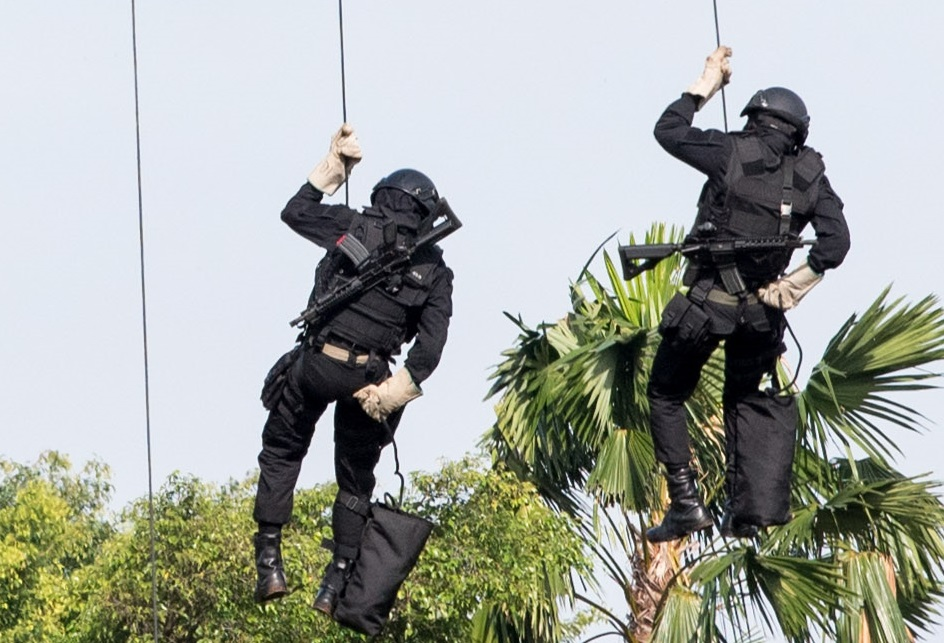
インドネシア軍の特殊部隊であるコパススは、東ティモールにおいて実際に「忍者」を名乗った。

グローバリゼーションを背景に、インドネシアにおいては黒魔術師のほかにも、さまざまな現代的モチーフが超自然的脅威の対象として認識されるようになった。たとえば、ボルネオ島やフローレス島では、宣教師や公務員が子供を誘拐し、建築物の土台を強固なものにするための生贄として用いているとの噂が流れた。また、スンバ島では、外国人観光客が電子機器の寿命を延ばすため、子供の血液を塗っていると信じられた。
コンスタンティノス・レスティカス（Konstantinos Restikas、社会人類学者）によれば、忍者がこのような脅威の一部とみなされるようになったのは、1990年代初頭の東ティモールにおいてのことであり、黒装束の覆面をした「忍者」が、独立支持者を襲撃していたとの噂が流れた。「忍者」という表象自体は東アジアやアメリカのアクション映画・武術映画を通して普及した可能性が高く、1990年後半には東ティモールに派遣されたコパスス（インドネシア軍特殊部隊）が、自らの暗殺部隊を実際に「忍者」と呼称するようになった。1996年10月には、東ジャワ州シトゥボンドでおきた反華人・キリスト教徒暴動（シトゥボンド暴動）で、忍者が現れたと噂された。

## 事件の経緯

### 忍者による殺人の報道
バニュワンギにおける黒魔術師の殺害事件がおさまった1998年の10月ごろより、黒魔術師殺害事件の犯人は、何らかの密命を受けた「忍者」であるとの噂が広まりはじめた。また、忍者は黒魔術師だけではなく、正統派のイスラム教徒、キヤイやイスラム教の教師（インドネシア語/ジャワ語：guru ngaji）をも標的としているとの噂も広まった。さらに、東ジャワ州のインドネシア語新聞である『ジャワ・ポス』と『スラバヤ・ポスト』も、忍者について報道しはじめ、ナフダトゥル・ウラマー（イスラム教団体、以下「NU」）や国家人権委員会、行方不明者と被害者のための委員会などのスポークスマンがコメントを寄せ、軍部やインドネシア共産党などの関与がほのめかされた。さらには、忍者が側溝やバナナの木に身を潜め、そのまま姿を消したといった話や、猫に変身したといった話までもが報道された。
バニュワンギにおいてフィールドワークをおこなったニコラス・ヘリマン（Nicholas Herriman）は、忍者が「正統派のイスラム教徒を標的にしている」という言説について、この属性は同地で「黒魔術師」とみなされる人間をふくめ、ほとんどすべての住民に当てはまるものであるとして、「正確ではあるが、ほとんど意味のない意見」であると論じている。また、当時バニュワンギにおいて殺害された人物はなべて黒魔術師と疑われていた人間であり、そのなかにキヤイがいたという証拠は発見できなかったとしている。ともあれ、忍者の存在自体は軍・警察・政治指導者なども信じるところとなり、噂は信憑性を増していった。

### 忍者狩り
地元住民は、忍者から人々を守るために、日没後の見回りをおこなう自警団（インドネシア語：ronda）を組織した。いくつかの村落ではバリケードが築かれ、鎌や鉈を持った警備人員が配置された。忍者を通常の方法で殺すのは難しいとも考えられたため、一部の人員は武器の殺傷力を高めるべく、キヤイやドゥクンといった白魔術師を頼った。
マランでは、10月22日までに25人が忍者の疑いで殺傷された。25日には、マランにて忍者と疑われた5人が殺害された。ひとりは焼き殺され、もうひとりは斬首され、ゴンダンルギの村内を引き回された。物乞いや出稼ぎ労働者といった「よそ者」が忍者とみなされることもあった。10月13日には、バルンロルにてよそ者2人が村役場に連行され、彼らが忍者であると信じ込んだ村人によって撲殺された。また、精神障害を患った浮浪者（インドネシア語/ジャワ語：wong gembel）が忍者とみなされることも多く、10月22日の『スラバヤ・ポスト』の記事では、NUの民兵（バンサー）指導者が、誤認による殺傷を防ぐべく、警察が精神障害者を収容すべきであると意見している。こうした状況下で、警察が忍者を精神障害者とすり替えている、あるいは何者かが精神障害者を送り込んでいるといった陰謀論も生まれた。

### 終息
事件は1999年初頭まで続いた。国家人権委員会によれば、事件を通してバニュワンギで194人、ジュンベルで108人、マランで7人が死亡した。NUは、バニュワンギ県知事であるトゥルヨノ・プルノモ・シディク（Turyono Purnomo Sidik）が黒魔術師の目録を作成していたことなどを根拠に、ニンジャ事件は実際にはインドネシアの治安部隊が引き起こした事件であると結論付けた。また、国家人権委員会も同様に、ニンジャ事件はなんらかの組織的犯行であると論じている。一方で、ヘリマンの論じるように、呪術師殺害事件自体の主体はバニュワンギの民間人であり、「黒装束を着た暗殺者が殺人をおこなった」「バニュワンギにおいて殺人事件に関与した者は地元の方言を話さなかった」「バニュワンギにおいてキヤイを対象とする殺人事件があった」といった、ニンジャ事件組織犯罪説を提示するにあたって語られる根拠のほとんどは風説に基づくものであり、彼はどのようなものであれ、「忍者」が実在した可能性は低いと結論付けている。

## その後

### インドネシア
2022年、インドネシア政府は刑法の改正をおこない、公的に黒魔術を禁止した。2023年には、ジョコ・ウィドド大統領により、ニンジャ事件をふくむ12件の重大な人権侵害の被害者のリハビリテーションをおこなうチームが組織された。1998年の黒魔術師殺害事件は、いくつかのインドネシア文学の主題となった。シンゴディヤマン（Singodimayan）の Kerudung Santet Gandrung（「ガンドルン・サンテットのヴェール」、2003年）、ハリアディ（Hariadi）の Kiamat Para Dukun（「ドゥクンたちの最後の日」、2014年）、インタン・アンダル（Intan Andaru）の Perempuan Bersampur Merah（「赤いスカーフの女」、2019年）などである。

### 東ティモール
2009年末には、東ティモール西部で、2人の女性が忍者に殺害されたという噂が広まった。東ティモール国家警察はコヴァリマ県に警察部隊を出動させ、忍者狩り（ninja hunt）にあたっては「350人の忍者が逮捕された」「忍者が首都・ディリまで高速で逃亡している」といった根拠不明の噂が報道された。東ティモールにおける「忍者事件」は、2010年初頭までには終息した。2月には反体制派・東ティモール民主共和国防衛人民評議会（Conselho Popular pela Defesa da República Democrática de Timor-Leste）および地下組織ブアマルス（Bua-Malus）の構成員20人が「忍者」の疑いで逮捕されたが、同国の人権団体であるHAK Associationは、東ティモール政府が人権抑圧のために忍者の噂を悪用しているとして、この対応を批判している。